# Prioneris cornelia
Prioneris cornelia is een vlindersoort uit de familie van de Pieridae (witjes), onderfamilie Pierinae.
Prioneris cornelia werd in 1865 beschreven door van Vollenhoven.